# James Morris Martin
Pour les articles homonymes, voir James Martin et Martin.
James Morris Martin (8 janvier 1845-16 juin 1902) est un homme politique canadien de la Colombie-Britannique. Il est député provincial indépendant dans la circonscription britanno-colombienne de West Kootenay-Rossland de 1898 à 1900,.

## Biographie
Né dans le comté de Renfrew dans le Canada-Ouest (aujourd'hui Ontario), Martin est un marchand de matériaux de construction à Vernon et sert comme maire de la ville pendant deux mandats.
Martin meurt à Rossland en Colombie-Britannique en juin 1902 à l'âge de 57 ans.